# The Mo
The Mo var ett svenskt rockband från Växjö.
Bandet gav ut albumen "City Heart" (2002) och "Night at the Zoo" (2004). De gjorde sina två sista spelningar på Peace & Love-festivalen i Borlänge den 8 juli 2005 och på Venfestivalen den 16 juli.
Efter bandets upplösning blev Niklas Stenemo medlem i gruppen Melody Club; han startade senare bandet Kite.
Rickard Karlsson släppte ett soloalbum under namnet Kaka.

## Bandmedlemmar
- Rickard Karlsson – piano
- Otto Björnberg – trummor
- Niklas Stenemo – sång, gitarr
- Dick Magnusson – basgitarr

## Diskografi

### Album
- 2002 – City Heart
- 2004 – Night at the Zoo

### Singlar
- 2002 – "I'm gonna dance"
- 2002 – "Monaco"
- 2002 – "I'm Gonna Dance" / "Krakow Love"
- 2003 – "Nostalgia locomotive" (med Kris Le Mans)
- 2004 – "Howl In The Jungle"
- 2004 – "The Right World"